# Melissa Garcia
Melissa de Carvalho Garcia (Santo André, 10 de julho de 1980) é uma atriz, dubladora, diretora de dublagem brasileira. Melissa começou a dublar com 17 anos e seu primeiro trabalho como dubladora foi como a Super Modelo Mindi em Ana Pimentinha. A partir daí começou a fazer várias dublagens, ficando conhecida, principalmente, por trabalhos em animes, como Téa Gardner em Yu-Gi-Oh (mais tarde substituída por Samira Fernandes, pela sua licença-maternidade), Videl em Dragon Ball Z, Ami/Sailor Mercúrio em Sailor Moon (da fase R em diante), Orihime Inoue em Bleach, Skuld em Ah! Megami-sama e Sakura em Sakura Wars, pelo qual ganhou o Prêmio Yamato de Melhor Revelação em 2006. Também atuou como diretora de dublagem de séries para Disney XD. Foi indicada a Melhor Dubladora de Anime no Prêmio Yamato de 2011 por seu trabalho como Orihime Inoue, em Bleach.
Atuou também como Mariemaia em Gundam Wing, Naru Narusegawa em Love Hina, Ryosama em Popolocrois, Seika em Os Cavaleiros do Zodíaco, Celas Victoria em Hellsing, Diva em Blood + e
Erika em Medabots. Além das dublagens em animes, também dublou,  Casey McDonald  em Minha Vida Com Derek, Fiona Phillips em Sinistro, Karina Rios em Gata Selvagem e Kim Bauer em 24. Além de dublar Demi Lovato como Mitchie Torres e Sunny Munroe em Camp Rock 2 e em Sunny entre Estrelas, respectivamente. Melissa também dublou Riven na versão brasileira do jogo League of Legends. Em filmes, sua dublagem mais conhecida e elogiada é a personagem Haley Graham (Missy Peregrym), no filme Virada Radical, de 2006. Ela também é diretora de voz nas animações nacionais Irmão do Jorel (voz original das personagens Vovó Juju, Lara, Ana Catarina, Catiane e Duda) e Sítio do Picapau Amarelo.

## Trabalhos
- Addie Singer em Normal Demais
- Agatha em Jessie
- Alex em Três Espiãs Demais
- Amy/Sailor Mercúrio em Sailor Moon (fase R em diante)[4]
- Ana Catarina, Lara, Vovó Juju, Catiane e Duda em Irmão do Jorel
- Andie Bradley (Amy Jo Johnson) em Corpo Perfeito
- Ashley Freund (Chelan Simmons) em Premonição 3
- Brianna Chapman (Amy Jo Johnson) em Magma
- Casey McDonald (Ashley Leggat) em Minha Vida Com Derek[6]
- Celas Victoria em Hellsing[9]
- Celine (Kate Beckinsale) em Underworld
- Cleo em Grand Chase: Dimensional Chaser
- Danielle (Elisha Cuthbert) em Show de Vizinha
- Demência em Vilanesco
- Diva em Blood +[9]
- Elizabeth Hang em Life Style do Disney XD
- Erika em Medabots[2]
- Fiona Phillips em Sinistro[1]
- Fiona Skye  em JONAS
- Ginger Breadhouse em Ever After High
- Haley Graham em Stick It
- Hannah (Megan Burns) em 28 Dias Depois
- Hermione Granger em Jogos para PC de Harry Potter
- Joannie em Hannah Montana
- Karina Rios em Gata Selvagem (substituída por Daniela Piquet)[3]
- Kim Bauer em 24[10]
- Laila em Bondi Band
- Leia em Oswaldo
- Megumi Ooumi em Zatch Bell!
- Orihime Inoue em Bleach[4]
- Marion em Shaman King
- Martha em High School Musical, High School Musical 2 e High School Musical 3
- Mariemaia em Gundam Wing[1]
- Maya em Maya e Miguel
- Mileena (Dana Hee) em Mortal Kombat: Annihilation
- Mitchie Torres (Demi Lovato) em Camp Rock 2[10]
- Mito  em  Dragon Ball (Episódio 131)
- Miyu em Vampire Princess Miyu
- Naoko em Sakura Card Captors
- Naru Narusegawa em Love Hina[8]
- Nefertari Vivi em One Piece
- Nina Williams (Candice Hillebrand) em Tekken - O Filme
- Paula Dalli em Jogos Transformando o Mundo
- Rainha Serdin em Grand Chase: Dimensional Chaser
- Rainha Solange em SOS Fada Manu
- Riven em League of Legends
- Ranmaru em Naruto
- Rebecca Adler (Robin Tunney) em Dr. House
- Ryosama em Popolocrois[1]
- Rosa em Como Irmãos
- Seika em Cavaleiros do Zodíaco[9]
- Shia-San em Pita Ten
- Skuld em Ah! Megami-sama[1]
- Stacey Pilgrim (Anna Kendrick) - Scott Pilgrim Contra o Mundo
- Sua Mãe em Lula, o Filho do Brasil (filme)
- Sunny Munroe (Demi Lovato) em Sunny entre Estrelas[9]
- Super Modelo Mindi em Ana Pimentinha[1]
- Taffy em Os Anjinhos
- Tagarela em Hi-5
- Téa Gardner[4] em Yu-Gi-Oh (primeira voz, substituída por Samira Fernandes, a partir do ep.131)
- Trixie em Lazy Town
- Valentina em Meninas Malvadas
- Videl[1] em Dragon Ball Z, Dragon Ball GT, Dragon Ball Kai e Dragon Ball Super
- Voz padrão da programação do canal Boomerang
- Wendy em Clube dos Caça-Monstros
- Zipper em Will e Dewitt

Além de dubladora, ela também é atriz e, participou da peça A Sessão da Tarde ou Você Não Soube Me Amar. Ela também faz narrativas em um programa do site infantil criado pela Rádio Pipoca, que ganhou o Prêmio APCA de melhor programa de rádio.